# Suimanga gorjagrís
El suimanga gorjagrís (Anthreptes griseigularis) és un ocell de la família dels nectarínids (Nectariniidae).

## Hàbitat i distribució
Habita zones de manglar, matolls i terres de conreu de les terres baixes costaneres a les Illes Filipines, a les Calamian, Palawan, Balabac, Sibutu, Luzon, Mindoro, Samar, Leyte i nord-est de Mindanao.

## Taxonomia
Considerada part d'Anthreptes malacensis, passà a ser considerada una espècie de ple dret, arran els treballs de Cheke et Mann 2008.